# Asplenium tosaense
Asplenium tosaense är en svartbräkenväxtart som beskrevs av Kurata. Asplenium tosaense ingår i släktet Asplenium och familjen Aspleniaceae. Inga underarter finns listade.